# Истомино (Селтинский район)
Истомино — деревня в Селтинском районе Удмуртской Республики. Входит в состав муниципального образования «Халдинское» (Халдинское сельское поселение).

## История
«Список населённых мест Вятской губернии» за 1859—1873 гг. приводит данные:
Истомин, поч. каз. при рч. Нузыке, входит в Малмыжский уезд, Стан 1. Местность: по правую сторону Сибирского почтового тракта, от г. Малмыжа на Пермь

## География
Село находится у р. Нузык и образованного её запруживанием искусственного водоёма (пруда).
Географическое положение
Расстояние до:
районного центра Селты: 20 км.
областного центра Ижевск: 88 км.
Ближайшие населенные пункты
Расстояния указаны по прямой
- д. Мельничата (↑ 1 км)
- д. Мокроусово (↙ 1.9 км)
- д. Сидоров Полом (↖ 2 км)
- с. Халды (↑ 3.1 км)
- д. Карсовай (↓ 3.9 км)
- д. Мокрушино (↘ 3.9 км)
- д. Русская Бия (↗ 4 км)
- д. Сыбаиха (↙ 4.5 км)
- д. Удмуртская Бия (↗ 4.6 км)
- с. Лекшур (↙ 4.7 км)
- д. Одинцово (↘ 4.9 км)
- д. Сюрзи (→ 4.9 км)
- д. Гульцо (↓ 5.4 км)
- д. Правый Лекшур (↙ 5.5 км)
- д. Адзи (↗ 5.6 км)
- д. Мухачи (↓ 5.8 км)
- д. Каменный Ключ (↙ 6.3 км)
- д. Бигеней (↑ 6.6 км)
- д. Мугло (→ 6.9 км)
- д. Кожиль (↖ 7.1 км)

## Население
| 2010 | 2012 |
| ---- | ---- |
| 6    | ↗7   |

## Транспорт
Поселковые (сельские) дороги.